# Scott Tenorman musí zemřít
Scott Tenorman musí zemřít (v anglickém originále Scott Tenorman Must Die) je čtvrtý díl páté řady amerického animovaného televizního seriálu Městečko South Park. Premiéru měl 11. července 2001 na americké televizní stanici Comedy Central.

## Děj
Eric Cartman se nechá napálit Scottem Tenormanem, který mu prodal svoje chlupy. Cartman se poté marně snaží sehnat zpět peníze a chce se Scottovi pomstít. Vše se ale zvrtne na Chilli festivalu, kde Scott pozná, že si neměl s Cartmanem zahrávat. Zjistí totiž, že se v jeho chilli nachází jeho mrtví rodiče, jako Cartmanova pomsta.